# Drijvende sculptuur
Drijvende sculptuur, ook Sculpture flottante ‘Otterlo’ genoemd, is een beeldhouwwerk van de Hongaars-Franse beeldhouwer Marta Pan in de beeldentuin van het Kröller-Müller Museum.

## Voorstelling
Het beeldhouwwerk bestaat uit twee door middel van een kogellager onafhankelijk van elkaar draaiende delen. Het werd eerst in massief hout gevormd en daarna in polyester afgegoten. Het werk is een voorbeeld van kinetische kunst. Door de vorm van het bovenste deel wordt het geheel door de wind voortbewogen. Het werk bevindt zich in een vijver in het oudste gedeelte van het tussen 1959 en 1961 aangelegde beeldenpark van het Kröller-Müller Museum. Vijver en beeldhouwwerk zijn een totaalontwerp van de Hongaars-Franse kunstenaar Marta Pan.

## Ontstaan
Pan ontving in 1960 de opdracht tot het maken van het werk. De drijvende sculptuur werd in 1961 uitgevoerd.